# Hristofor Nikolajevič Alaverdov
Hristofor Nikolajevič Alaverdov (rusko Христофор Николаевич Алавердов), sovjetski general, * 25. maj 1897, † 1942.

## Življenjepis
Med letoma 1919 in 1920 je sodeloval v državljanski vojni. 
V letih 1931 in 1935 je bil poveljnik armenskega konjeniškega polka. Pozneje je končal kijevsko vojaško šolo, Vojaško akademijo Frunze (1936) in Vojaško akademijo Vorošilov (1939). Istočasno je bil (med letoma 1937 in 1940) poveljnik konjeniške divizije 7. armade. 
Kot poveljnik konjeniškega polka 7. armade je sodeloval v zimski vojni in ob pričetku druge svetovne vojne je bil poveljnik 113. strelske divizije. 
Po 18 dneh je bil ranjen in zajet. Umrl je v vojnem ujetništvu.